# Octoză
O octoză este un tip de monozaharidă care conține opt atomi de carbon.
De exemplu, lincomicina conține octoza denumită metiltiolincosamidă.